# Clifford Shaw
Clifford R. Shaw (1895–1957) est un sociologue de l'université de Chicago. Il est principalement connu pour avoir écrit en 1930 The Jack-Roller : A Delinquent Boy's Own Story, une monographie d'un délinquant américain d'origine polonaise, étude fondatrice par son contenu et sa méthode, basée sur les entretiens et sur une approche existentielle, ethnobiographique. Il a fondé le Chicago Area Project et a dirigé l'Institut de la recherche juvénile dans les années 1950. Il est considéré comme un précurseur de la criminologie.